# Margaretha Dubach
Margaretha Dubach (* 23. Dezember 1938 in Luzern) ist eine Schweizer Objekt-, Installations- und Performancekünstlerin. Sie kreiert Skulpturen, Installationen, Schmuck, Collagen, Zeichnungen, Wandbilder, Illustrationen und ist als Malerin tätig. Sie war auch Direktorin des Musée Bizarre in Rieden bei Baden AG.

## Leben
Dubach ist in Luzern geboren und aufgewachsen. Von 1955 bis 1960 besuchte sie die Hochschule für Gestaltung in Luzern. Von 1963 bis zu seinem Tod 2019 war sie mit dem Psychiater und Autor Jürg Willi verheiratet, mit dem sie zwei Söhne hat. Sie lebt und arbeitet in Zürich und verbringt die Zeit auf ihrem Landsitz in der Provence, einem ehemaligen Kloster, wo  Objekte und Gedichte entstanden sind. Nach Anfängen in der Malerei ist sie insbesondere in der Objektkunst tätig und arbeitet mit vorgefundenen Materialien. Sie arbeitet mit  Werkzeugen, Schuhen, Schriftblättern, Stoffen, Knochen, pflanzlichen Materialien aus Europa, Amerika und Afrika und verwandelt emotional aufgeladene Gegenstände in Kunstwerke.

## Ausstellungen
Margaretha Dubach hat ihre Werke in  Einzelausstellungen in Galerien in der Schweiz, in Deutschland, Frankreich und den Niederlanden. Die wichtigsten Ausstellungen waren:
- Einzelausstellungen in der Galerie Krebs, Bern, 2007, 2001, 1995, 1990, 1987
- Einzelausstellungen in der Galerie Esther Hufschmid, Zürich, 2007, 2004, 2001, 1995, 1990, 1986
- Himmel, Hölle, Fegefeuer, Figuren und Masken zum Thema Tod. Schweizerisches Landesmuseum, Zürich und Josef-Haubrich-Kunsthalle Köln, 1994
- Livre sans paroles, Musée des Arts décoratifs, Lausanne, 1987
- Bücher ohne Worte, Museum Belleville Zürich, 1986
- Objektkunst von Duchamp bis Heute, Kunsthaus Zug, 1985
- Einzelausstellung Kunsthalle Mannheim, 1985
- ART 11/80 (1980) ART 15/84 (1984) und ART 16/85 (1985) Basel, Einzelausstellung in der Galerie Liatowitsch, Basel
- Soft Art, Kunsthaus Zürich, 1979 und 1980
- Art Dock Zürich, 2015 und 2016